# Naum Rajski
Naum Markowicz Rajski (Lechtman) (ros. Наум Маркович Райский (Лехтман), ur. 15 sierpnia 1894 w Brajłowie, zm. 15 listopada 1937 w Moskwie) – funkcjonariusz radzieckich służb specjalnych, starszy major bezpieczeństwa państwowego.

## Życiorys
Syn żydowskiego właściciela zakładu drukarskiego, uczeń zecera, później zecer w Brajłowie, Odessie, Połtawie i Charkowie. Od 1914 członek partii mienszewickiej, od maja do lipca 1917 członek Żydowskiej Socjaldemokratycznej Partii Robotniczej, a od 1921 partii bolszewickiej. Od 16 sierpnia 1921 funkcjonariusz Czeki/GPU Ukraińskiej SRR, od 27 listopada 1922 do 25 stycznia 1924 szef Wydziału Tajnego Charkowskiego Gubernialnego Oddziału GPU, od 25 stycznia do 7 maja 1924 szef Wydziału Tajnego Sekcji Tajno-Operacyjnej GPU Ukraińskiej SRR, od 21 lipca do 14 października 1924 szef aleksandryjskiego okręgowego oddziału GPU. Od 8 grudnia 1924 pomocnik, a w latach 1925-1926 zastępca szefa Sekcji Tajno-Operacyjnej Pełnomocnego Przedstawicielstwa OGPU Leningradzkiego Okręgu Wojskowego, od 1 października 1926 do 3 grudnia 1929 zastępca szefa Zarządu Tajno-Operacyjnego PP OGPU Leningradzkiego Okręgu Wojskowego, od 11 stycznia 1930 do 10 lipca 1931 p.o. szefa i szef Zarządu Tajno-Operacyjnego PP OGPU na Dalekim Wschodzie. Od 10 lipca 1931 do 20 kwietnia 1932 szef Zarządu Tajno-Operacyjnego PP OGPU w Środkowej Azji, od 20 kwietnia 1932 do 10 lipca 1934 2 zastępca pełnomocnego przedstawiciela OGPU w Środkowej Azji, równocześnie od 9 kwietnia 1933 do 10 lipca 1934 przewodniczący GPU Uzbeckiej SRR, a od 15 lipca do 4 listopada 1934 ludowy komisarz spraw wewnętrznych Uzbeckiej SRR i od 31 lipca 1934 do 4 listopada 1934 zastępca szefa Zarządu NKWD Środkowej Azji, od 17 grudnia 1934 do 16 marca 1937 szef Zarządu NKWD obwodu orenburskiego, od 29 listopada 1935 starszy major bezpieczeństwa państwowego.
W marcu 1937 aresztowany, 15 listopada 1937 skazany na śmierć przez Wojskowe Kolegium Sądu Najwyższego ZSRR i rozstrzelany. 11 czerwca 1957 pośmiertnie zrehabilitowany.

## Odznaczenia
- Order Czerwonego Sztandaru Pracy Uzbeckiej SRR (5 listopada 1932)
- Odznaka "Honorowy Funkcjonariusz Czeki/GPU (V)"
- Odznaka "Honorowy Funkcjonariusz Czeki/GPU (XV)" (20 grudnia 1932)